# Butlletí del Centre Catòlic
El Butlletí del Centre Catòlic va ser una publicació religiosa mensual en català editada a Igualada l'any 1932.

## Descripció i continguts
La redacció i l'administració era a la seu del Centre Catòlic. S'imprimia als tallers de Nicolau Poncell. Tenia quatre pàgines, a dues columnes, amb un format de 28 x 22 cm. El primer número va sortir el mes de gener de 1932 i l'últim, el 7, el juliol del mateix any.
A l'article de presentació manifestaven que l'objectiu del butlletí era «l'enregistrament ordenat i constant de totes les manifestacions de vida de la nostra entitat. Després de mig segle d'actuació no interrompuda, el Centre Catòlic –fa pena haver-ho de dir– es troba avui descomptada la col·lecció de Propaganda, sense la més modesta crònica de les seves activitats i efemèrides notables, ni tan sols en la forma rudimentària d'una llibreta de memòries».
L'esmentada revista Propaganda es va publicar entre 1914 i 1918 i el butlletí va néixer amb motiu de la commemoració del cinquantenari de l'entitat.
Publicava comentaris de conferències, teatre, cinema i també articles de caràcter religiós i informació d'organitzacions catòliques.
Hi col·laboraven J. Mussons Castelltort i Ramon Puiggròs.